# Agege
Agege est une zone de gouvernement local de l'État de Lagos au Nigeria}.

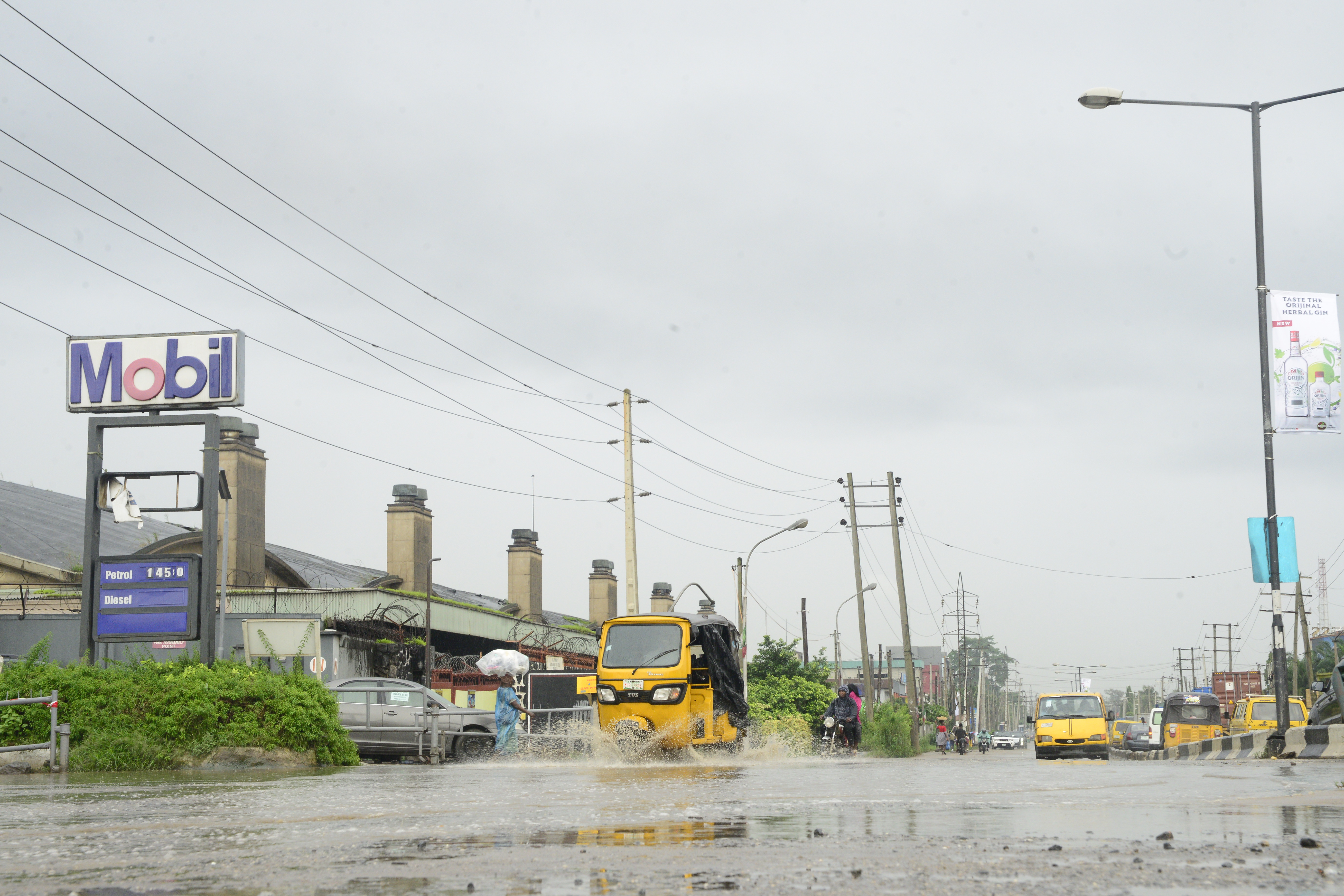
Guinness Road.

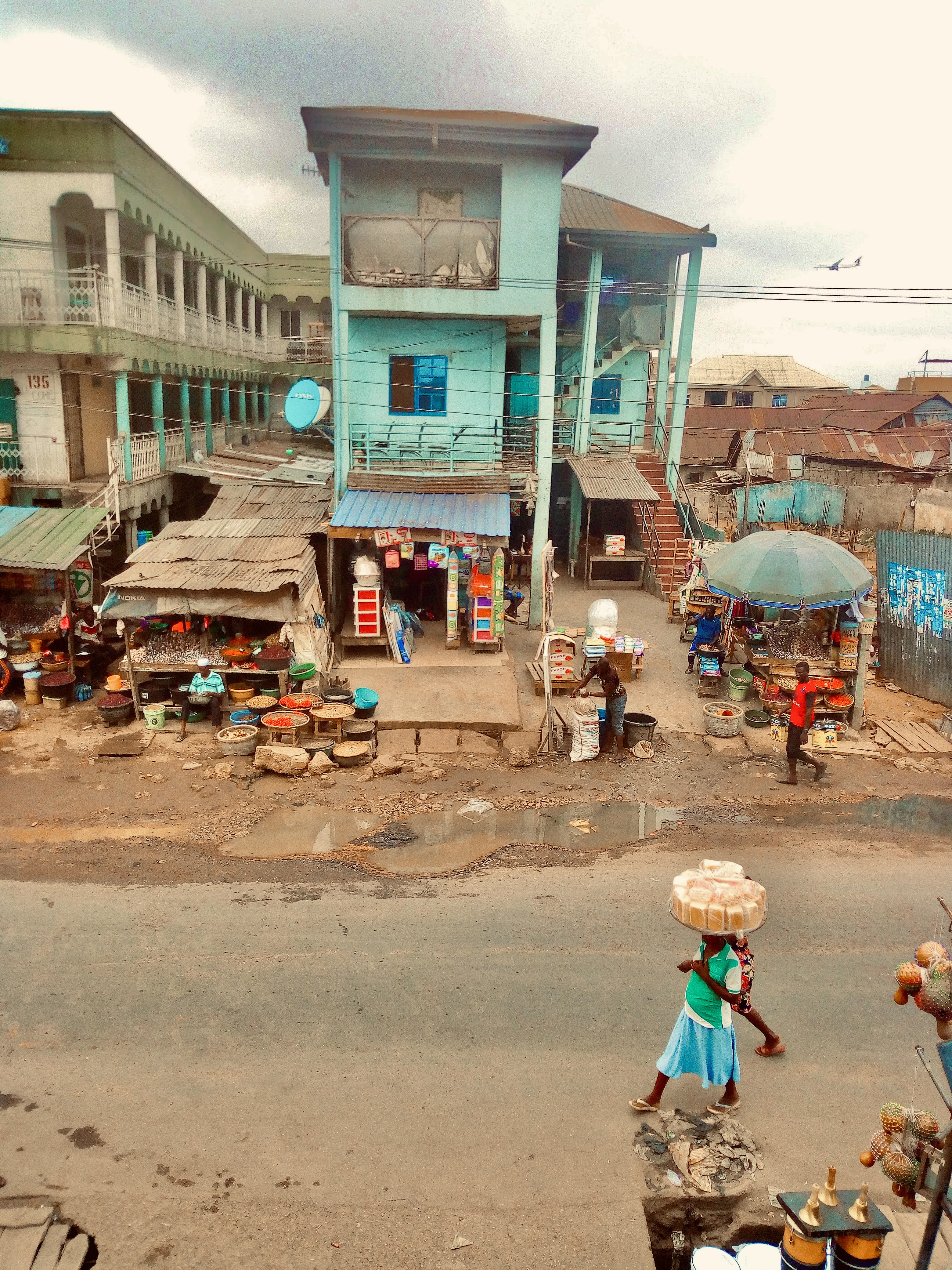
Old Abeokuta Road.